# TV Rio Doce
TV Rio Doce é uma emissora de televisão brasileira sediada em Governador Valadares, cidade do estado de Minas Gerais. Opera no Canal 6.1 (33 UHF) e é afiliada a Rede Minas. Pertencente ao Sistema Leste de Comunicação.

## Fundação
A TV Rio Doce foi inaugurada no dia 10 de julho de 1991, às 19:10, com a exibição do programa Rio Doce Notícias, apresentado na ocasião por Joselita Pereira. Na inauguração, a jornalista Renata Neiva estruturou o departamento de jornalismo da emissora.
Em 2022, a TV Rio Doce ganhou uma nova identidade visual com a letra "R" e o desenho do Pico da Ibituruna.